# ムルマンスク・ニケル鉄道
ムルマンスク・ニケル鉄道 (英語:Murmansk–Nikel Railway、ロシア語:Железная дорога Кола - Никель、ラテン文字転写例: Zheleznaya doroga Kola - Nikel) はロシア連邦ムルマンスク州のムルマンスクとニケルを結ぶ全長206キロメートルの鉄道路線である。ニケルのニッケル鉱山からの鉱石輸送を主目的に建設され、現在はコラ半島東部の旅客営業は停止されている。1968年に完成し、全線非電化である。1936年に部分開業し、1961年にペチェンガまで延伸された後、1968年にニケルまで開通した。

## 延伸計画
ノルウェーのキルケネス・ワールドポート・グループは、鉱山鉄道のキルケネス・ビョルネヴァン線を延伸してザポリャルニでムルマンスク・ニケル鉄道と接続し、ロシアの鉄道網をノルウェーのキルケネス港に直通させることにより、ムルマンスク港の混雑を緩和させることを提案している。しかし、ロシア側は自国の港にこだわり、ムルマンスク港の拡張を順次進めていることから、計画は進んでいない。 